# B' Katīgoria 1971-1972
La B' Katīgoria 1971-1972 fu la 17ª edizione della B' Katīgoria; vide la vittoria finale del Evagoras Paphou.

## Stagione

### Novità
Il numero di squadre partecipanti rimase fisso a dodici: al posto della promossa APOP Paphou, dalla A' Katīgoria 1970-1971 retrocesse l'ASIL Lysī, mentre a fronte della retrocessione de LALL Lysi e della scomparsa dell'EPAL (in estate si era fuso con l'Arīs Limassol) ci furono le promozioni dalla G' Katīgoria di Keravnos Strovolos ed Ethnikos Achnas.

### Formula
Le dodici squadre partecipanti erano collocate in un girone unico e si incontravano in turni di andata e ritorno, per un totale di ventidue incontri per club; erano assegnati due punti per la vittoria, uno per il pareggio e zero per la sconfitta. In caso di parità si teneva conto del quoziente reti. Il vincitore veniva promosso direttamente nella A' Katīgoria 1972-1973 unitamente a seconda e terza classificata, mentre non erano previste retrocessioni in G' Katīgoria.

## Squadre partecipanti
| Club                | Città          | Stadio                    | Stagione precedente             |
| ------------------- | -------------- | ------------------------- | ------------------------------- |
| AEK Famagosta       | Famagosta      | Stadio GSE                | 6º in B' Katīgoria              |
| AEM Morphou         | Morfou         | ?                         | 3º in B' Katīgoria              |
| Arīs Limassol       | Limassol       | Stadio GSO                | 2º in B' Katīgoria              |
| ASIL Lysī           | Lysi           | Stadio Grigoris Afxentiou | 12º in A' Katīgoria, retrocesso |
| Chalkanoras Idaliou | Dali           | Chalkanoras Stadium       | 7º in B' Katīgoria              |
| ENAD Agios Dometios | Agios Dometios | ?                         | 11º in B' Katīgoria             |
| Ethnikos Achnas     | Achna          | Dasaki Stadium            | 2º in G' Katīgoria, promosso    |
| Evagoras Paphou     | Pafo           | Stadio GSK                | 5º in B' Katīgoria              |
| Keravnos Strovolos  | Strovolos      | Keravnos Stadium          | 1º in G' Katīgoria, promosso    |
| Orpheas Nicosia     | Nicosia        | Vecchio Stadio GSP        | 10º in B' Katīgoria             |
| Othellos Athīainou  | Athīenou       | Stadio Othellos Athienou  | 4º in B' Katīgoria              |
| PAEEK Kerynias      | Kyrenia        | GS Praxandros             | 9º in B' Katīgoria              |

## Classifica finale
|  | Pos. | Squadra             | Pt | G  | V  | N  | P  | GF | GS | DR  |
|  | ---- | ------------------- | -- | -- | -- | -- | -- | -- | -- | --- |
|  | 1.   | Evagoras Paphou     | 35 | 22 | 14 | 7  | 1  | 50 | 21 | +29 |
|  | 2.   | ASIL Lysī           | 29 | 22 | 10 | 9  | 3  | 48 | 24 | +24 |
|  | 3.   | Arīs Limassol       | 29 | 22 | 12 | 5  | 5  | 49 | 26 | +23 |
|  | 4.   | AEM Morphou         | 26 | 21 | 11 | 4  | 6  | 40 | 32 | +8  |
|  | 5.   | Chalkanoras Idaliou | 25 | 22 | 9  | 7  | 6  | 36 | 27 | +9  |
|  | 6.   | Ethnikos Achnas     | 25 | 22 | 9  | 7  | 6  | 35 | 31 | +4  |
|  | 7.   | Keravnos Strovolos  | 19 | 22 | 7  | 5  | 10 | 25 | 29 | −4  |
|  | 8.   | Orpheas Nicosia     | 19 | 22 | 7  | 5  | 10 | 26 | 43 | −17 |
|  | 9.   | Othellos Athīainou  | 17 | 22 | 7  | 3  | 12 | 27 | 32 | −5  |
|  | 10.  | PAEEK Kerynias      | 14 | 22 | 2  | 10 | 10 | 24 | 40 | −16 |
|  | 11.  | AEK Famagosta       | 13 | 22 | 5  | 3  | 14 | 25 | 38 | −13 |
|  | 12.  | ENAD Agios Dometios | 13 | 22 | 4  | 5  | 13 | 22 | 50 | −28 |

### Verdetti
- Evagoras Paphou, ASIL Lysī e Arīs Limassol promossi in A' Katīgoria.